# Paul Broccardo
Paul Broccardo (Dogliani, Piemont, 15 d'abril de 1902 - Niça, 6 de novembre de 1987) va ser un ciclista nascut a Itàlia però naturalitzat francès el 1929. Fou professional entre 1920 i 1935, i es va especialitzar en les curses de sis dies.

## Palmarès
- 1920
  - 1r a La Turbie
- 1921
  - 1r a La Turbie
- 1922
  - 1r a La Turbie
- 1923
  - 1r a La Turbie
- 1925
  - 1r a La Turbie
  - Vencedor de 3 etapes al Tour del Sud-Est
- 1926
  - 1r a La Turbie
- 1930
  - 1r als Sis dies de Nova York (amb Gaetano Belloni)
- 1931
  - 1r als Sis dies de Berlín 1 (amb Oskar Tietz)
  - 1r als Sis dies de Berlín 2 (amb Oskar Tietz)
  - 1r al Premi Dupré-Lapize (amb Georges Wambst)
- 1932
  - 1r als Sis dies de Berlín (amb Marcel Guimbretière)
  - 1r als Sis dies de Colònia (amb Emil Richli)
  - 1r al Premi Dupré-Lapize (amb Henri Lemoine)
- 1933
  - 1r als Sis dies de París (amb Marcel Guimbretière)
- 1934
  - 1r als Sis dies de Nova York (amb Marcel Guimbretière)
  - 1r als Sis dies d'Amsterdam (amb Marcel Guimbretière)
  - 1r als Sis dies de Dortmund (amb Marcel Guimbretière)
- 1935
  - 1r als Sis dies de París (amb Marcel Guimbretière)